# 特羅伊茨凱 (巴甫洛赫拉德區)
48°24′54″N 35°52′50″E / 48.41500°N 35.88056°E

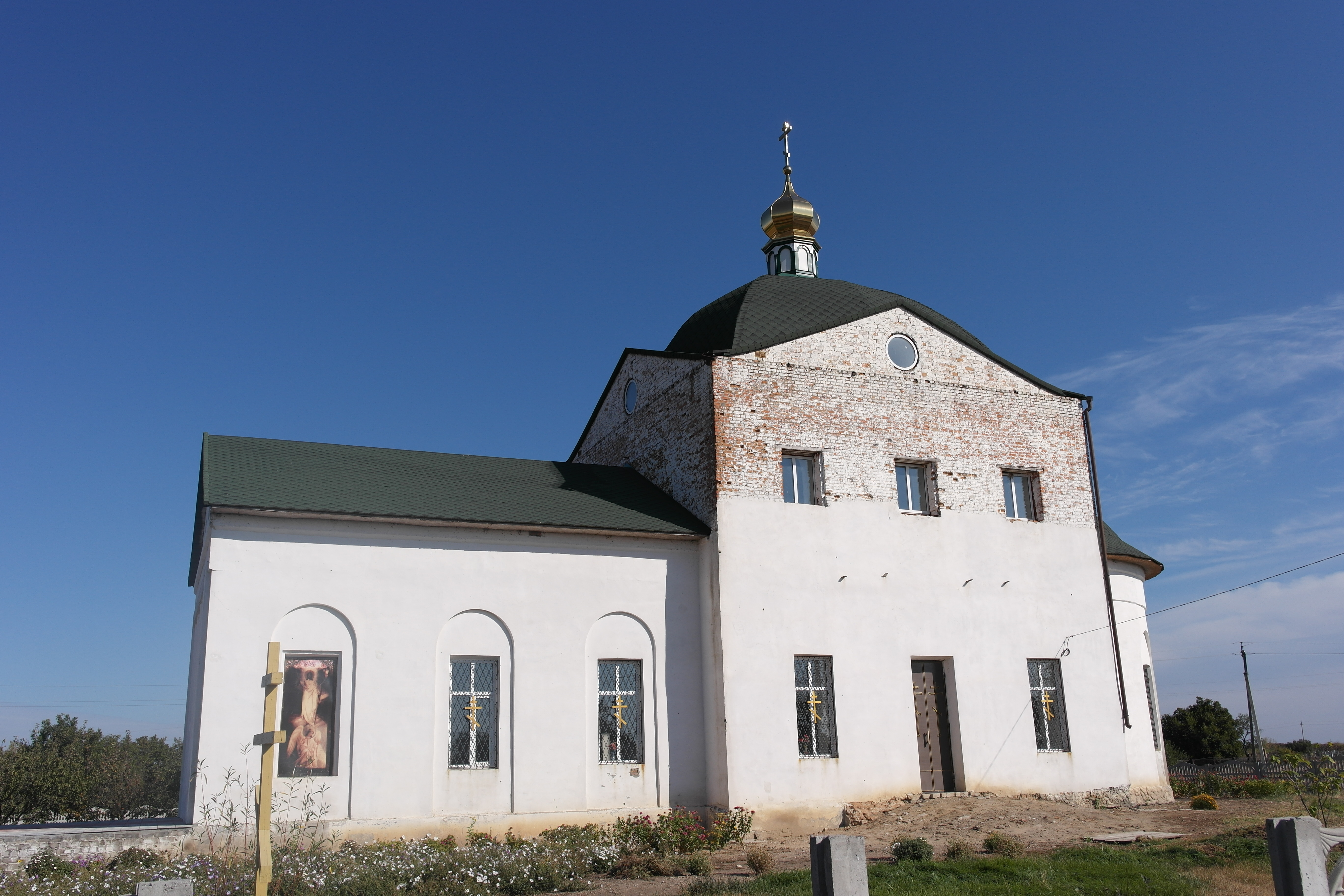
教堂

特羅伊茨凱（羅馬化：Troitske）是位於烏克蘭中部第聶伯羅彼得羅夫斯克州巴甫洛赫拉德区特羅伊茨凱市鎮的村莊，處於沃夫恰河左岸，面積2.35平方公里，海拔高度75米，2021年人口1,082。